# Саэс, Виктор Дамиан
Дон Виктор Дамиан Саес-и-Санчес Майор (исп. Víctor Damián Sáez; 12 апреля 1776,Будия, провинция Гвадалахара — 3 февраля 1839, Сигуэнса ) — испанский католический священник, каноник Сигуэнсы и Толедо, епископ Тортосы (1824–1839), личный духовник короля Фердинанда VII, политический и государственный деятель, первый государственный секретарь Испании с 19 ноября по 2 декабря 1823 года. Стал первым премьер-министром, возглавившим недавно созданный Совет министров Испании в 1823 году.

## Биография
В июне 1790 года поступил в духовную семинарию Сигуэнсы. Церковную службу нёс приходским священником в Алькале, Канталохасе, Карабиасе, в 1804 году стал каноником в соборе Сигуэнсы.
Сторонник абсолютной монархии, был доверенным лицом короля Фердинанда VII. Во время Испанской революции (1820–1823) ушёл из политики, но после падения конституционного режима в 1823 году Дамиан вернулся во власть. В апреле 1823 года, король назначил его исполняющим обязанности первого государственного секретаря (исполняющим обязанности премьер-министра), что позволило ему руководить конституционным правительством. Осуществлял это с такой жёсткостью, что более умеренные абсолютисты обратились к королю с просьбой уволить его с занимаемого поста. Находясь на службе у короля боролся с либералами, масонами и другими политическими врагами.
Монарх утвердил своего духовника в качестве государственного министра. 19 ноября король Фердинанд издал указ, адресованный Дамиану, утвердив его на посту премьер-министра и создав Совет министров Испании. 2 декабря того же года он уволил Дамиана с поста премьер-министра, из-за  протестов, в том числе иностранных, по причине крайней жестокости, с которой Дамиан преследовал прогрессивных деятелей.
После этого был назначен епископом Тортосы. С тех пор был отстранен от политической деятельности.
Похоронен в часовне собора Тортосы.